# Kaschgaische Sprache
Die kaschgaische Sprache (Eigenbezeichnung: Qaşqay dili, persisch قاشقای ديلى, auch Qaschqai (Qaşqaycə) oder Kaschkai) ist eine im Iran gesprochene Turksprache des oghusischen Zweiges, die vom Sprachträger vielfach auch als „kaschgaisches Türkisch“ (Qaşqay Türki) bezeichnet wird. Als Alternativbezeichnungen sind auch Qashqa'i, Qashqay, Kashkay und aus der türkischen Turkologie Kaşkay Türkçesi bekannt.
Das Kaschgaische gehört zur südlichen Gruppe des oghusischen Zweigs der Turksprachen und ist mit dem Aserbaidschanischen verwandt, besonders eng mit dem Aynallu und Afshar. (Ethnologue listet Kaschgaisch (Qashqa'i) fälschlicherweise in der westlichen Gruppe des Oghusischen.) Die dialektale Differenzierung des Kaschgaischen innerhalb der Stammeskonföderation ist noch nicht zufriedenstellend beschrieben, die fünf größten Stämme bilden die Dareh-šûrî, Siš-bolûkî, Amaleh, Kaškûlî und Fârsî-Madân. Keiner dieser Einzeldialekte dominiert innerhalb des Verbandes.
Kaschgai enthält viele Entlehnungen aus iranischen Kontaktsprachen, vor allem aus dem Persischen, aber auch aus dem Kurdischen und Lurischen. Diverse verbale Kategorien und die meisten Typen der Subordination sind vom Persischen stark beeinflusst.

## Sprecher und Verbreitungsgebiet
Bei der Volkszählung gaben (1982) im Iran 200.000 Menschen diese Sprache als Muttersprache an. Man schätzt die Anzahl der Sprecher auf 923.000 Menschen (2014). Die Sprachträger sind seit alters her Nomaden und durchwandern auf ihren Wanderzügen den südlichen Iran, dort vor allem die Provinz Fars (den südlichen Teil im Winter, den nördlichen im Sommer).

Die Kaschgai sind in der Regel zweisprachig, neben der Muttersprache beherrschen sie auch Persisch.

## Alphabete
Kaschgaisch gilt offiziell als schriftlos, obschon fragmentarische Schriftzeugnisse vorhanden sind. Diese werden seit alters her in arabischen Buchstaben mit den vier persischen Zusatzzeichen geschrieben. In Social Media hingegen wird Kaschgai nahezu ausschließlich im Duktus Fingilish (Fenglish), sprich nach dem Muster der Verschriftung des Persischen mit den Buchstaben der lateinischen Schrift, geschrieben. Dabei wird sich die englische Transkription der jeweiligen Buchstaben zunutze gemacht.